# Pinot gris

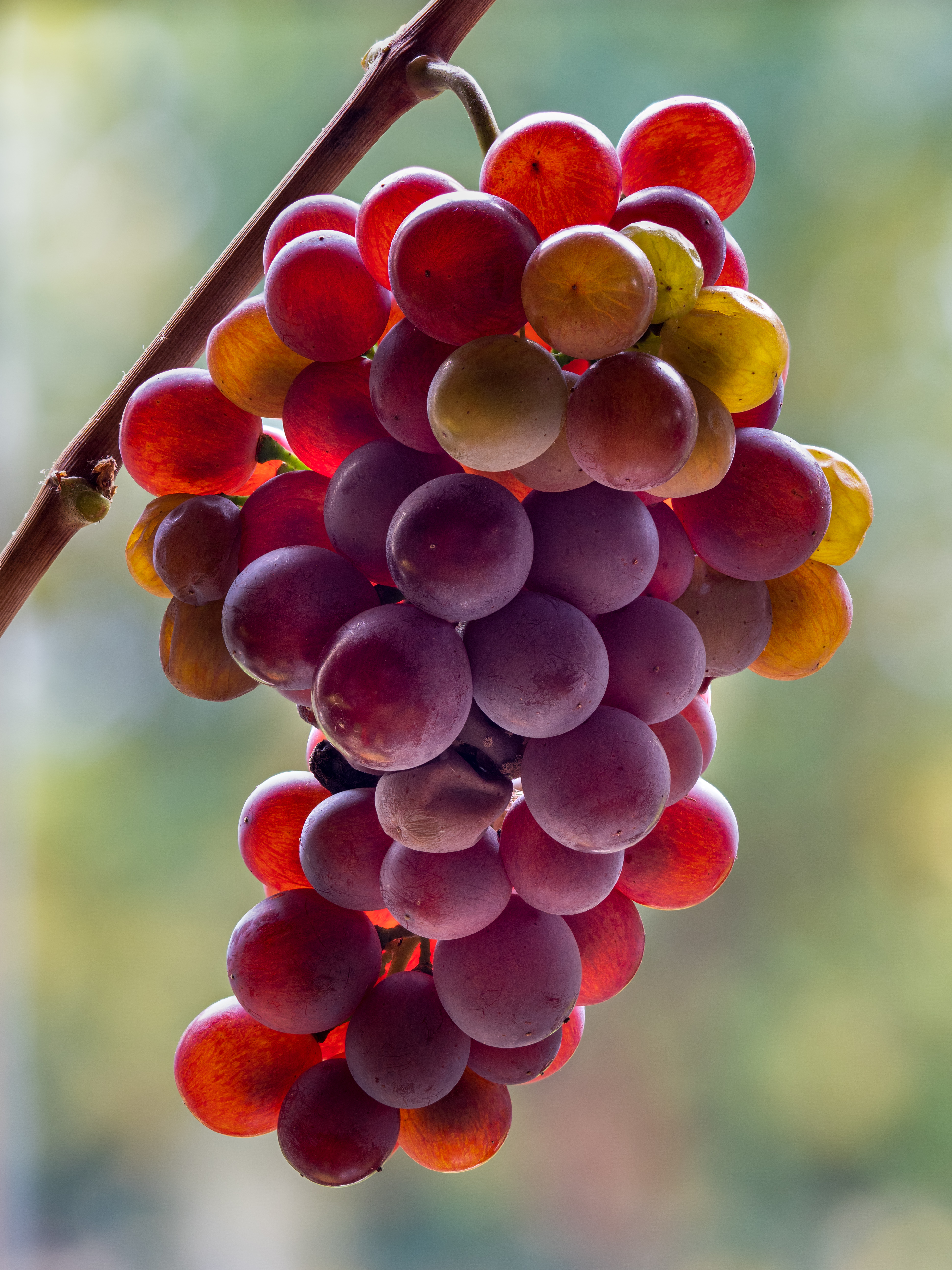
Racimo de pinot gris.

La pinot gris, o grauburgunder, es una uva (vitis vinifera) blanca de vino. Se cree que es una mutación o clon de la pinot noir. Normalmente tiene un color azul-grisáceo, aunque a veces tienen un color marrón-rosado o incluso blanquecino. La palabra pinot viene del francés pine cone, que significa "piña", y puede deberse a que los racimos tienen esa forma. Los vinos producidos con esta uva también pueden ser de diversos colores, como amarillo oscuro dorado, cobrizo o incluso ligeramente rosado. Es una de las uvas más populares en el vino anaranjado. El clon de pinot gris que crece en Italia es conocido como pinot grigio.
La pinot gris se cultiva en todo el mundo. Los vinos de Alsacia tienen cuerpo y notas picantes y los vinos italianos tienen un cuerpo más ligero y son más ácidos. El estilo de Alsacia, a menudo se copia en las regiones de Marlborough, Tasmania, Australia Meridional, el estado de Washington y Oregón. Estos vinos del Nuevo Mundo suelen tener una acidez moderadamente baja y un mayor grado de alcohol, así como una textura aceitosa que contribuye a que tengan cuerpo. Puede tener sabores a mezcla de frutas tropicales, como melón y mango, y algunos sabores creados por la botrytis. En Italia, la pinot grigio es cosechada pronto para conservar su acidez y minimizar la característica afrutada de la variedad, creando un vino con un sabor más neutral. Este estilo italiano a menudo es imitado en otros países del Viejo Continente, como Alemania, donde la variedad es conocida como ruländer.

## Historia

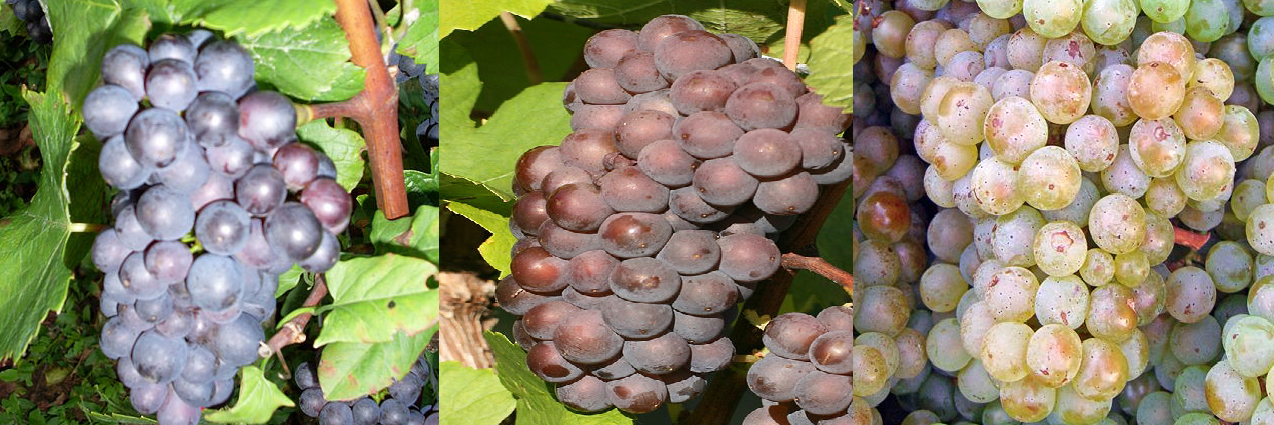
Pinot noir a la izquierda, pinot gris en el centro y pinot blanc a la derecha.

Se conoce a la pinot gris desde la Edad Media en la región de Borgoña, donde probablemente se la llamaba fromenteau. Se expandió desde Borgoña, junto a la pinot noir, llegando a Suiza en torno al 1300. Se cree que esta era la variedad favorita del emperador Carlos IV de Luxemburgo, quien hizo que los monjes cistercienses llevasen esquejes de esta vid a Hungría. Los monjes plantaron las viñas en las laderas de Badacsony, a orillas del lago Balatón, en 1375. Poco después, la vid fue llamada szürkebarát, que significa "monje gris". En 1711, un comerciante alemán, de nombre Johann Seger Ruland, descubrió una uva creciendo silvestre en los campos del Palatinado. El subsiguiente vino que produjo fue conocido como ruländer y, posteriormente, se descubrió que esta vid era la pinot gris.

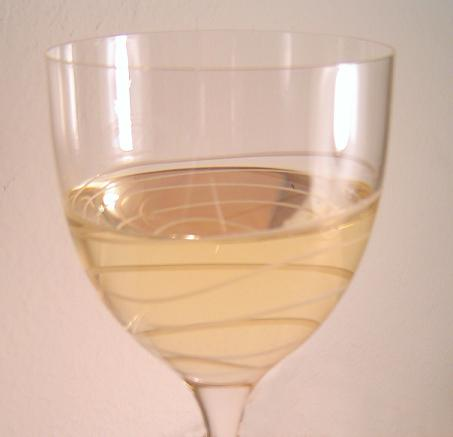
Una copa de vino de pinot gris californiano.

Hasta los siglos XVIII y XIX, la uva era popular en Borgoña y en Champaña, pero las malas cosechas en la zona hizo que decayera. En Alemania ocurrió algo similar, pero los viticultores de principios del siglo XX fueron capaces de desarrollar clones que producían cosechas más consistentes y fiables.
Investigadores de la Universidad de California en Davis, han determinado que la pinot gris tiene un perfil de ADN similar a la pinot noir y que la diferencia de color deriva de una mutación genética que ocurrió hace siglos. Las hojas y las cepas de ambas vides son tan similares que la diferencia de color es lo único que permite diferenciarlas.
En torno a 2005 se produjo un aumento de la popularidad de la pinot gris en el mercado, sobre todo en el caso de la pinot grigio y en los vinos similares monovarietales del Nuevo Mundo.

## Regiones
En el mundo hay unas 15 000 ha de esta vid:
- Argentina: San Juan y Mendoza.
- Australia: Tasmania, valle de Yarra, montañas Adelaida, Orange, península Mornington. 2836 hectáreas (2008).[6]
- Austria: 300 hectáreas, un 0,6 % de todos los viñedos del país.
- Canadá: Columbia Británica, Ontario.
- Chile: Casablanca.
- Francia: Borgoña, valle del Loira, Alsacia. 2582 hectáreas (2007).[7][8]
- Alemania: Baden, Palatinado. 5042 hectáreas o 4,9 % del viñedo del país (31 de julio de 2012).[9]
- Hungría: Badacsony, Mátraalja.
- Italia: Roverè della Luna, Trentino, Friuli-Venezia-Giulia.
- Moldavia.
- Nueva Zelanda (incluyendo la isla Waiheke). 1383 hectáreas (2008).[10] En 2007 la superficie era 1146 hectáreas.[11]
- Rumania: Condado de Constanza, Jidvei.
- Sudáfrica.
- Eslovenia: Primorska, Podravje.
- Suiza: Valais. 214 hectáreas (2007).[12]
- Ucrania: Crimea.
- Estados Unidos: Oregón, California, Idaho, Míchigan, Arizona, Virginia, Nueva Jersey y Washington.

### Alsacia
Es una de las principales uvas de Alsacia. Ocupaba el 13,9 % de la superficie de viñedos en 2006. El vino monovarietal pinot gris de Alsacia es diferente del pinot gris de otros lugares. El clima frío de Alsacia y el cálido terruño volcánico es apropiado para la pinot gris. Los otoños secos permiten que la uva se quede todo el tiempo necesario en la vid, de la que se consiguen vinos sabores muy fuertes.
La pinot gris es una de las llamadas "uvas nobles" de Alsacia, junto con la riesling, la gewürztraminer y la moscatel, puede usarse para los vinos monovarietales de la AOC Alsace Grand Cru, así como para los vinos de cosecha tardía Vendange Tardive y Sélection de Grains Nobles.
Anteriormente, los pinot gris producidos en Alsacia eran etiquetados como "tokay". En la Edad Media la uva fue popularizada en Hungría por mercaderes que la trajeron de Borgoña. Se cree que la pinot gris fue llevada a Alsacia por el general Lazarus von Schwendi tras su campaña contra los turcos en el siglo XVI. Fue plantada en Kientzheim bajo el nombre de "tokay". En aquel entonces, el vino de Tokaji era uno de los más populares y los alsacianos pudieron llamarla así para darle más fama a su vino. La pinot gris no tiene parentesco con las variedades furmint, hárslevelű, yellow muscat y orémus, que se han usado tradicionalmente en el vino de Tokaji.
En 1980, la Comunidad Económica Europea aprobó unas regulaciones sobre las denominaciones de origen protegidas y cuando Hungría empezó las negociaciones para ser miembro de la Unión Europea la tokay pasó a estar dentro de la denominación Tokaj-Hegyalja. Por lo tanto, en 1993, se llegó a un acuerdo entre Hungría y la UE para dejar de usar el término tokay para vinos no húngaros. En el caso de Alsacia, el vino pinot gris conocido como tokay quitó la palabra "tokay" de su nombre en 2007, pasando a llamarse pinot gris de Alsacia. Muchos productores ya habían llevado a cabo el cambio de nombre en las etiquetas de sus vinos a comienzos de los años 2000.

### Australia
La pinot gris fue introducida primero en Australia en 1832 en la colección de uvas de James Busby. En Victoria, los vinos de esta variedad son etiquetados como de pinot gris o de pinot grigio dependiendo de su dulzura. Los vinos más secos son etiquetados como pinot grigio.

### Alemania
Las zonas de cultivo de grauburgunder en Alemania están en las siguientes regiones:

| Región vinícola         | Viñedos (hectáreas) |
| ----------------------- | ------------------- |
| Ahr                     | 3                   |
| Baden                   | 1636                |
| Franconia               | 48                  |
| Hessische Bergstraße    | 38                  |
| Mittelrhein             | 3                   |
| Mosela                  | 79                  |
| Nahe                    | 210                 |
| Palatinado              | 1044                |
| Rheingau                | 19                  |
| Rheinhessen             | 1153                |
| Saale-Unstrut           | 30                  |
| Sajonia                 | 41                  |
| Stargader Land          | -                   |
| Württemberg             | 105                 |
| Total en Alemania. 2007 | 4413                |

### Italia
En Italia hay viñedos de pinot grigio en los alrededores de Oltrepo Pavese, en la región de Lombardía. y en el Alto Adigio, que es la región vinícola más norteña de Italia. La uva es preponderante en la región de Friuli-Venecia Julia.

### Nueva Zelanda
La pinot gris crece en las islas Norte, Waiheke (bahía Hawkes, Gisborne) y la Sur (Otago Central, Nelson, Marlborough, Waipara), con 1501 ha producidas en 2009. Esto supuso un incremento del 100 % con respecto a 2006. En 2007, la pinot gris superó a la riesling, convirtiéndose en la tercera variedad más plantada del país tras la sauvignon blanc y la chardonnay. La mitad de todas las plantaciones están en Canterbury y en Marlborough, y el vino desarrollado tiene un carácter "rico, de piedra y afrutado".

### Rusia
En Rusia la uva es conocida como Пино-гри. Crece en Gurzuf y en Ay-Danyl, en Crimea, en la costa norte del mar Negro, desde 1888.

### Estados Unidos
David Lett, de la bodega Eyrie Vineyards, plantó la primera vid de pinot gris de América en 1965. Para aumentar las ventas, Left comenzó a arrancar las vides de riesling para plantar pinot gris en 1979. Originalmente, la uva tuvo dificultades para encontrar un mercado sostenible hasta que Left empezó a comerciar con este vino con los vendedores de salmón, argumento que era un buen acompañamiento para ese pescado. La popularidad de este vino solo aumentó a mediados de los 90, cuando grandes productores comenzaron a comercializarlo en grandes cantidades con campañas de publicidad.
En 1991, se fundó la bodega King Estate Winery para producir un vino de pinot gris de alta calidad en Oregón para el mercado nacional, logrando vender vinos monovarietales por todo Estados Unidos. Hoy, son los principales productores del mundo de pinot gris de primera calidad y poseen la mayor extensión unida de viñedos orgánicos del mundo, con más de 1,2 kilómetros cuadrados de pinot gris.
Hay unas 660 ha de esta variedad en las costas norte y sur de California. El vino de pinot gris de California es llamado a menudo pinot grigio por la similitud de su estilo con el de Italia.

## Viticultura
La uva crece mejor en climas fríos y madura relativamente pronto con altos niveles de azúcares. Esto puede conducir a un vino más dulce o, en el caso de que se fermente para producir un vino seco, da un vino con un alto contenido de alcohol. Los racimos de pinot gris pueden tener varios colores en la vid, que pueden ir azul grisáceo a marrón claro rosado. Las uvas crecen en pequeños racimos con forma de piña (de donde viene el nombre) y cuando va a madurar, a menudo exhibe un color rosa grisáceo, aunque el color puede variar desde el azul grisáceo al marrón rosado. La pinot gris es mezclada a menudo con la pinot noir para enriquecer y suavizar los sabores de la pinot noir.

## Vinos

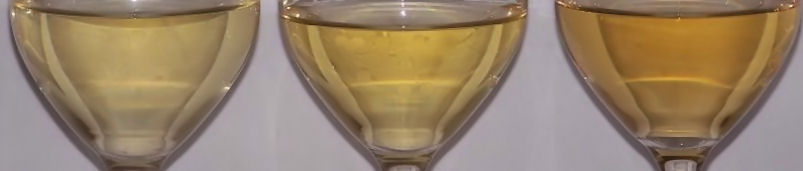
Las variaciones de color entre los diferentes estilos del vino de pinot gris. De izquierda a derecha, el pinot grigio italiano con un color amarillo pajizo, el pinot gris de Alsacia con un color similar al del limón y un pinot gris de Oregón con un color cobrizo rosado.

Los vinos hechos de pinot gris varían mucho dependiendo de la región y de su estilo de vinificación. Los vinos de pinot gris de Alsacia tienen un cuerpo de medio a completo, con un rico buqué floral. Tienden a ser picantes en comparación con otros pinot gris. Aunque muchos pinot gris están hechos para ser consumidos jóvenes, el pinot gris de Alsacia puede envejecer bien.
El vino de pinot gris alemán tiene más cuerpo y tiene un balance leve entre acidez y dulzor. En Oregón, los vinos tienen un cuerpo medio, cuentan con un color cobrizo rosado y aromas a pera, manzana y/o melón. En California, los pinot gris tienen un cuerpo más ligero, y cuentan con sabor refrescante con algunas notas a pimienta y a rúcula. El vino de pinot grigio italiano tiene un cuerpo ligero, un color claro y un sabor algo ácido.
Se considera que la distribución del vino de pinot gris en el mercado es algo breve. Las botellas se comercializan entre 4 y 12 semanas después de la fermentación.

## Sinónimos
| Sinónimos de pinot gris          | País / Región                                                          |
| -------------------------------- | ---------------------------------------------------------------------- |
| Auxerrois gris                   | Alsacia                                                                |
| Fauvet                           | Francia                                                                |
| Fromentau                        | Languedoc                                                              |
| Fromentot                        | Francia                                                                |
| Grauburgunder / Grauer Burgunder | Austria Alemania (seco)                                                |
| Grauer mönch                     | Alemania                                                               |
| Grauklevner                      | Alemania                                                               |
| Gris cordelier                   | Francia                                                                |
| Malvoisie                        | Valle del Loira Suiza                                                  |
| Monemvasia                       | Grecia                                                                 |
| Pinot grigio                     | Italia                                                                 |
| Pinot beurot                     | Valle del Loira, Borgoña                                               |
| Ruländer                         | Austria Alemania Rumanía (dulce)                                       |
| Rulandské šedé                   | República Checa Eslovaquia                                             |
| Sivi pinot                       | Croacia Eslovenia                                                      |
| Szürkebarát                      | Hungría                                                                |
| Tokay d'Alsace                   | Alsacia (renombrada como pinot gris debido a los reglamentos de la UE) |
| Піно ґрі, Піно сірий             | Ucrania                                                                |
| Пино гриджо                      | Rusia                                                                  |
| 灰皮诺                           | China                                                                  |